# Kabwe Kasongo
Kabwe Kasongo (ur. 31 lipca 1970 w Kinszasie) – piłkarz z Demokratycznej Republiki Konga grający na pozycji lewego lub środkowego obrońcy.

## Kariera klubowa
Karierę piłkarską Kasongo rozpoczął w klubie Lubumbashi Sport. Zadebiutował w nim w 1991 roku w pierwszej lidze Demokratycznej Republiki Konga. Grał w nim do końca 1992 roku, a w 1993 odszedł do DC Motema Pembe z Kinszasy. Z DC Motema Pembe wywalczył mistrzostwo kraju w 1994 roku oraz dwukrotnie zdobył Coupe du Congo w latach 1993 i 1994. W 1995 roku wrócił do Lubumbashi Sport i występował w nim także w 1996 roku.
Pod koniec 1996 roku Kasongo wyjechał do Portugalii i został piłkarzem grającego w Segunda Divisão, Sportingu Covilhã. W 1997 roku odszedł do pierwszoligowej Vitórii Guimarães. Występował w niej w sezonie 1997/1998 i sezonie 1998/1999. Latem 1999 został zawodnikiem spadkowicza z pierwszej ligi, GD Chaves. W 2007 roku spadł z Chaves do Segunda Divisão i na tym poziomie rozgrywek grał w sezonie 2007/2008. Latem 2008 zakończył karierę piłkarską.
| Sezon   | Klub             | Kraj       | Rozgrywki       | Mecze | Bramki |
| ------- | ---------------- | ---------- | --------------- | ----- | ------ |
| 1991    | Lubumbashi Sport | Zair       | Linafoot        | ?     | ?      |
| 1992    | Lubumbashi Sport | Zair       | Linafoot        | ?     | ?      |
| 1993    | DC Motema Pembe  | Zair       | Linafoot        | ?     | ?      |
| 1994    | DC Motema Pembe  | Zair       | Linafoot        | ?     | ?      |
| 1995    | Lubumbashi Sport | Zair       | Linafoot        | ?     | ?      |
| 1996    | Lubumbashi Sport | Zair       | Linafoot        | ?     | ?      |
| 1996/97 | Sporting Covilhã | Portugalia | Segunda Divisão | 20    | 0      |
| 1997/98 | Vitória SC       | Portugalia | Primeira Liga   | 26    | 0      |
| 1998/99 | Vitória SC       | Portugalia | Primeira Liga   | 13    | 0      |
| 1999/00 | GD Chaves        | Portugalia | Liga de Honra   | 26    | 1      |
| 2000/01 | GD Chaves        | Portugalia | Liga de Honra   | 21    | 0      |
| 2001/02 | GD Chaves        | Portugalia | Liga de Honra   | 27    | 0      |
| 2002/03 | GD Chaves        | Portugalia | Liga de Honra   | 16    | 0      |
| 2003/04 | GD Chaves        | Portugalia | Liga de Honra   | 26    | 0      |
| 2004/05 | GD Chaves        | Portugalia | Liga de Honra   | 29    | 0      |
| 2005/06 | GD Chaves        | Portugalia | Liga de Honra   | 23    | 0      |
| 2006/07 | GD Chaves        | Portugalia | Liga de Honra   | 23    | 1      |
| 2007/08 | GD Chaves        | Portugalia | Segunda Divisão | 15    | 0      |

## Kariera reprezentacyjna
W reprezentacji Zairu Kasongo zadebiutował w 1992 roku i w tym samym roku został powołany do kadry na Puchar Narodów Afryki 1992. Z kolei w 1994 roku zagrał w trzech meczach Pucharu Narodów Afryki 1994: z Mali (1:0), z Tunezją (1:1) oraz ćwierćfinale z Nigerią (0:2).
W 1996 roku Kasongo wystąpił w Pucharze Narodów Afryki 1996. Na tym turnieju rozegrał dwa mecze: z Liberią (2:0) i ćwierćfinale z Ghaną (0:1).
W 2000 roku Kasongo wziął udział w Pucharze Narodów Afryki 2000. Zagrał na nim w trzech spotkaniach: z Algierią (0:0), z Południową Afryką (0:1) i z Gabonem (0:0), w którym został ukarany czerwoną kartką.